# Northumberland County (Virginia)
Northumberland County ist ein County im Bundesstaat Virginia der Vereinigten Staaten. Bei der Volkszählung im Jahr 2020 hatte das County 11.839 Einwohner und eine Bevölkerungsdichte von 23,8 Einwohnern pro Quadratkilometer. Der Verwaltungssitz (County Seat) ist Heathsville.

## Geographie
Northumberland County liegt im Osten von Virginia, grenzt im Norden und Osten an die Chesapeake Bay und hat eine Fläche von 740 Quadratkilometern, wovon 242 Quadratkilometer Wasserfläche sind. Es grenzt im Uhrzeigersinn an folgende Countys: Lancaster County, Richmond County und Westmoreland County.

## Geschichte
Gebildet wurde es 1648 aus Teilen des York County.

## Demografische Daten

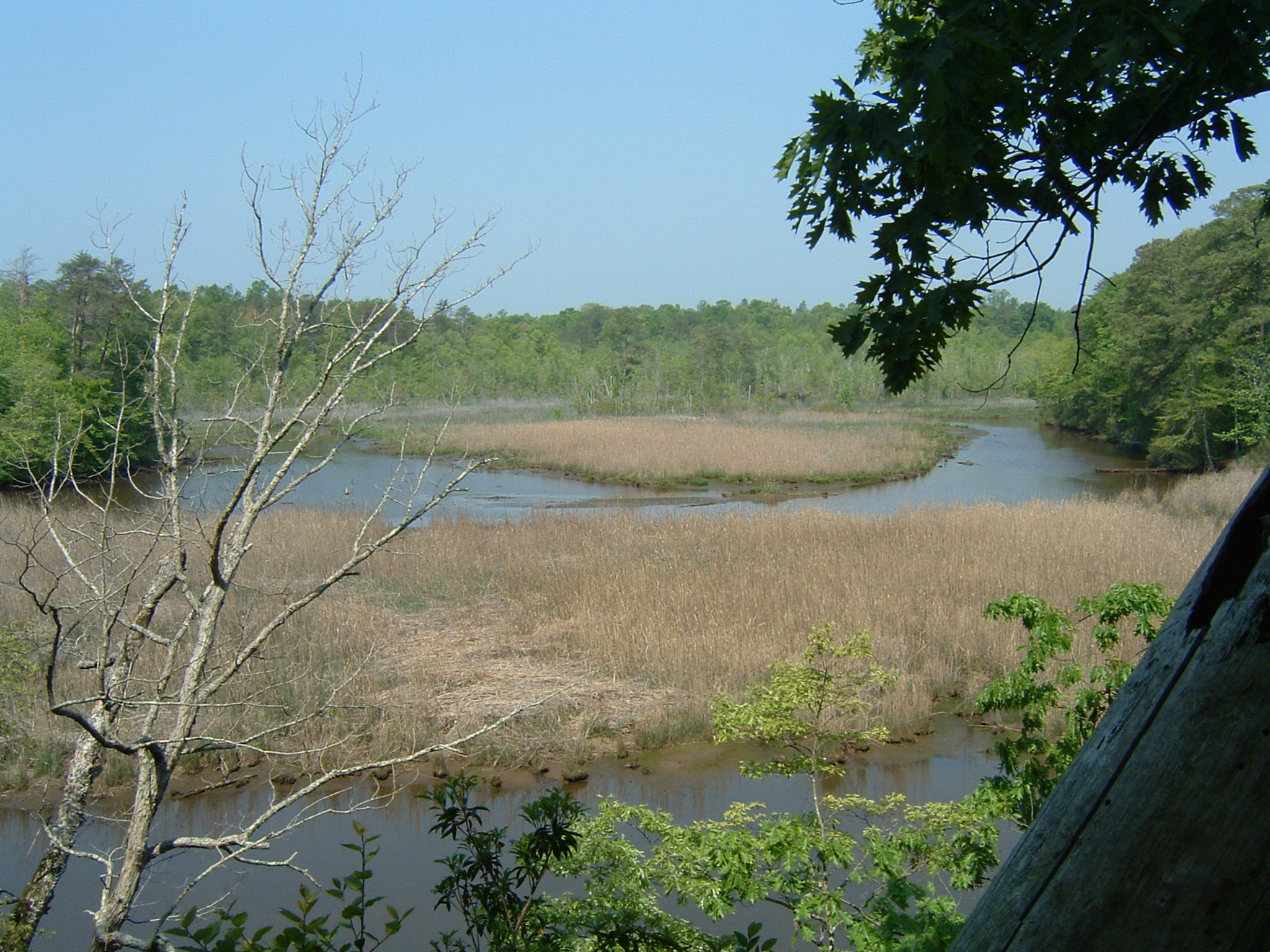
Der Bushmill Stream im Bushmill Stream Natural Area Preserve

Alterspyramide des Northumberland County

Nach der Volkszählung im Jahr 2000 lebten im Northumberland County 12.259 Menschen. Davon wohnten 12 Personen in Sammelunterkünften, die anderen Einwohner lebten in 5.470 Haushalten und 3.785 Familien. Die Bevölkerungsdichte betrug 25 Einwohner pro Quadratkilometer. Ethnisch betrachtet setzte sich die Bevölkerung zusammen aus 72,18 Prozent Weißen, 26,58 Prozent Afroamerikanern, 0,15 Prozent amerikanischen Ureinwohnern, 0,20 Prozent Asiaten und 0,33 Prozent aus anderen ethnischen Gruppen; 0,56 Prozent stammten von zwei oder mehr ethnischen Gruppen ab. 0,93 Prozent der Bevölkerung waren spanischer oder lateinamerikanischer Abstammung.
Von den 5.470 Haushalten hatten 20,1 Prozent Kinder und Jugendliche unter 18 Jahre, die bei ihnen lebten. 57,3 Prozent waren verheiratete, zusammenlebende Paare, 8,7 Prozent waren allein erziehende Mütter, 30,8 Prozent waren keine Familien, 27,7 Prozent waren Singlehaushalte und in 15,2 Prozent lebten Menschen im Alter von 65 Jahren oder darüber. Die Durchschnittshaushaltsgröße betrug 2,24 und die durchschnittliche Familiengröße lag bei 2,70 Personen.
Auf das gesamte County bezogen setzte sich die Bevölkerung zusammen aus 18,6 Prozent Einwohnern unter 18 Jahren, 4,8 Prozent zwischen 18 und 24 Jahren, 20,2 Prozent zwischen 25 und 44 Jahren, 30,1 Prozent zwischen 45 und 64 Jahren und 26,2 Prozent waren 65 Jahre alt oder darüber. Das Durchschnittsalter betrug 50 Jahre. Auf 100 weibliche Personen kamen 91,2 männliche Personen. Auf 100 Frauen im Alter von 18 Jahren oder darüber kamen statistisch 88,4 Männer.

Das jährliche Durchschnittseinkommen eines Haushalts betrug 38.129 USD, das Durchschnittseinkommen der Familien betrug 49.047 USD. Männer hatten ein Durchschnittseinkommen von 30.151 USD, Frauen 24.116 USD. Das Prokopfeinkommen betrug 22.917 USD. 12,3 Prozent der Bevölkerung und 8,1 Prozent der Familien lebten unterhalb der Armutsgrenze. Darunter waren 17,0 Prozent der Kinder und Jugendlichen unter 18 Jahre und 10,7 Prozent der Bewohner im Alter ab 65 Jahren.